# Karabinek Starr
Karabinek Starr – ładowany odtylcowo karabin jednostrzałowy produkcji amerykańskiej. Zaprojektowany w 1858 roku przez Ebenezera Starra był używany głównie podczas amerykańskiej wojny secesyjnej. Model z 1865 roku był stosowany przez wojska cesarskie podczas wojny boshin.

## Wzory
Karabinek Starr był produkowany w dwóch wzorach – 1858 i 1865. Model 1858 strzelał patronami papierowymi lub lnianymi, podobnymi do tych używanych w karabinie Sharps. Model 1865, dzięki przeprojektowanemu zamkowi i kurkowi, używał metalowej amunicji bocznego zapłonu Spencera kalibru .56-50.